# Копищенська сільська рада
Копищенська сільська рада (Копищанська сільська рада) — колишня адміністративно-територіальна одиниця та орган місцевого самоврядування у Олевському районі Коростенської і Волинської округ, Київської й Житомирської областей Української РСР та України з адміністративним центром у с. Копище.

## Населені пункти
Сільській раді були підпорядковані населені пункти:
- с. Копище
- с. Майдан-Копищенський

## Населення
Кількість населення ради, станом на 1923 рік, становила 1 950 осіб, кількість дворів — 357.
Відповідно до результатів перепису населення СРСР, кількість населення ради, станом на 12 січня 1989 року, становила 1 329 осіб.
Станом на 5 грудня 2001 року, відповідно до перепису населення України, кількість мешканців сільської ради становила 1 339 осіб.

### Мова
Розподіл населення за рідною мовою за даними перепису 2001 року:
| Мова       | Відсоток |
| ---------- | -------- |
| українська | 97,46 %  |
| білоруська | 1,94 %   |
| російська  | 0,45 %   |
| вірменська | 0,15 %   |

## Склад ради
Рада складалась з 16 депутатів та голови.

### Керівний склад сільської ради
| ПІБ                         | Основні відомості                                                    | Дата обрання | Дата звільнення |
| --------------------------- | -------------------------------------------------------------------- | ------------ | --------------- |
| Скрит Григорій Степанович   | Сільський голова, 1955 року народження, освіта, член народної партії | 26.03.2006   | 31.10.2010      |
| Михалець Михайло Васильович | Сільський голова, 1960 року народження, освіта вища, безпартійний    | 31.10.2010   |                 |

Примітка: таблиця складена за даними джерела

## Історія
Створена 1923 року, в складі сіл Копище та Майдан (згодом — Майдан-Копищенський) Юрівської волості Овруцького повіту Волинської губернії. 7 березня 1923 року увійшла до складу новоствореного Олевського району Коростенської округи. Станом на 17 грудня 1926 року на обліку числилися хутори Блучин, Васильково, Вершини, Добре, Дови, Клетне, Перекоп, Поліськовщина, Рубков, Татарка, Толочне та Юрівське лісництво, котрі, на 1 жовтня 1941 року, не перебувають на обліку населених пунктів.
Станом на 1 вересня 1946 року сільська рада входила до складу Олевського району Житомирської області, на обліку в раді перебували с. Копище та хутір Майдан-Копищенський.
На 1 січня 1972 року сільська рада входила до складу Олевського району Житомирської області, на обліку в раді перебували села Копище та Майдан-Копищенський.
Припинила існування 17 січня 2017 року через об'єднання до складу Олевської міської територіальної громади Олевського району Житомирської області.